# Bitrufjörður
Bitrufjörður är en fjord i republiken Island.   Den ligger i regionen Västfjordarna, i den västra delen av landet, 150 km norr om huvudstaden Reykjavík.
Bitrufjörður – eller Bitra som den ofta kallas – är en av fyra fjordar som ligger i Strandir (Strandasýsla) på västra sidan av bukten Húnaflói. De fyra är, räknat från norr, Bjarnarfjörður, Steingrímsfjörður, Kollafjörður och Bitrufjörður. Samtliga dessa har fått namn efter landnamsmän. Bitrufjörður är uppkallad efter Þorbjörn bitra (′Torbjörn den bittre′), som lade under sig hela fjorden med omland. Þorbjörn sägs i Landnámabók ha varit viking och missdådare. (Hann var víkingr ok illmenni.) Men sedan han plundrat ett vrak blev han ihjälslagen med flera av sina män som hämnd för att han hade mördat de skeppsbrutna.
Ordet bitra kan betyda både ′hård köld′ och ′bitterhet′, men det är enligt Finnur Jónsson den senare betydelsen som ligger bakom Þorbjörn bitras tillnamn. Invånarna i Bitra brukar kallas bitrungar.
Bitrufjördur är cirka 4 km bred vid mynningen och drygt 9 km lång. Närmaste fjordar på södra sidan är Hrútafjörður och Miðfjörður.